# جيمس ستيفنز (ملحن)
جيمس ستيفنز (بالإنجليزية: James Stevens)‏ هو ملحن وكاتب أغاني أمريكي، ولد في 1892 في ألبيا في الولايات المتحدة، وتوفي في 31 ديسمبر 1971.

## وصلات خارجية
- جيمس ستيفنز على موقع ميوزك برينز (الإنجليزية)
- جيمس ستيفنز على موقع ديسكوغز (الإنجليزية)